# James McDowell
James McDowell (Contea di Rockbridge, 13 ottobre 1795 – 24 agosto 1851) è stato un politico statunitense.

## Biografia
Fu il ventinovesimo governatore della Virginia. Nato nella contea di Rockbridge studiò a Greenville (Virginia). Parente di Thomas Hart Benton, morì vicino a Lexington.

## Riconoscimenti
La contea di McDowell è stata chiamata così in suo onore.